# بلوط قرمز اروپایی
بلوط دم‌دار، بلوط پایک‌دار (نام علمی: Quercus longipes) بلوط قرمز اروپایی نام علمی مترادف (نام علمی: Quercus robur) بلوط پیاله بشقابی نام علمی مترادف (Quercus pedunculata) نام یک گونه از سرده بلوط است. این درخت در اسکو (در اطراف تبریز) و بین مریوان و بانه می‌روید و اغلب به صورت تک پایه‌هایی دیده می‌شود و احتمال کاشته شده بودن آن نیز می‌رود.